# Bengt Andersson
Bengt Evert Andersson (Kungsbacka, 11 agosto 1966) è un ex calciatore e allenatore di calcio svedese, di ruolo portiere.

## Palmarès

### Giocatore

#### Competizioni nazionali
- Campionato svedese: 1

IFK Göteborg: 2007